# إسماعيل خوئي
إسماعيل خوئي ( (بالفارسية: اسماعیل خویی)؛ 30 يونيو 1938 - 25 مايو 2021) شاعر وكاتب إيراني. كان يعيش في المملكة المتحدة بعد نفيه من إيران في الثمانينيات. كان خوئي في الأصل استاذا في الفلسفة قبل الثورة الإيرانية.  كان عضوا في رابطة الكتاب الإيرانيين. تُرجمت أشعاره بعدة لغات منها الإنجليزية والفرنسية والروسية والألمانية والأوكرانية. ألف كتابًا شعريًا باللغة الإنجليزية بعنوان "صوت المنفى"، "ما يكون ما هو غير". وهو أول كاتب إيراني يحصل على جائزة كوبورغ روكرت للأدب، والتي فاز بها عام 2010.

## وصلات خارجية
- استمع إلى إسماعيل خوي وهو يقرأ شعره - تسجيل من مكتبة بريطانية ، 24 فبراير 2009.